# Fayetteville (Pennsilvània)
Fayetteville és una concentració de població designada pel cens dels Estats Units a l'estat de Pennsilvània. Segons el cens del 2000 tenia 2.774 habitants.

## Demografia
Segons el cens del 2000, Fayetteville tenia 2.774 habitants, 1.108 habitatges, i 809 famílies. La densitat de població era de 328,5 habitants per quilòmetre quadrat.
Dels 1.108 habitatges en un 29,2% hi vivien nens de menys de 18 anys, en un 62,7% hi vivien parelles casades, en un 8,3% dones solteres, i en un 26,9% no eren unitats familiars. En el 22,7% dels habitatges hi vivien persones soles el 10,3% de les quals corresponia a persones de 65 anys o més que vivien soles. El nombre mitjà de persones vivint en cada habitatge era de 2,43 i el nombre mitjà de persones que vivien en cada família era de 2,85.
Per edats la població es repartia de la següent manera: un 21,7% tenia menys de 18 anys, un 5,9% entre 18 i 24, un 26,8% entre 25 i 44, un 25,2% de 45 a 60 i un 20,3% 65 anys o més.
L'edat mediana era de 42 anys. Per cada 100 dones de 18 o més anys hi havia 90,9 homes.
La renda mediana per habitatge era de 46.014 $ i la renda mediana per família de 49.944 $. Els homes tenien una renda mediana de 35.398 $ mentre que les dones 22.773 $. La renda per capita de la població era de 19.537 $. Entorn del 4,1% de les famílies i el 4,3% de la població estaven per davall del llindar de pobresa.

## Poblacions més properes
El següent diagrama mostra les poblacions més properes.